# Marciano (generale bizantino)
Marciano (fl. 563-573) è stato un generale bizantino vissuto nel VI secolo.

## Biografia
Nipote dell'imperatore Giustiniano, nel 563 fu inviato da suo zio per sedare una seria rivolta dei Mauri in Africa scatenata dal comportamento di Giovanni Rogatino il quale aveva fatto uccidere il capo di una tribù maura. Grazie a Marciano e al suo esercito, i Mauri si riappacificarono con l'Impero e l'Africa ritornò a godere della pace.
Nel 565 ascese al trono Giustino II, che era suo cugino: la madre di Marciano era infatti la zia materna di Giustino II. Sotto il regno di suo cugino, nel 572 ottenne il rango di patrizio e il comando delle truppe orientali contro la Persia con il rango di magister militum per orientem. Prima di partire per la Persia, partecipò al tentativo, ordito dall'Imperatore, di assassinare Alamundaro, leader degli alleati Ghassanidi, che però fallì e costò all'Impero la perdita dell'alleanza con i Ghassanidi. Nella campagna del 572 invase l'Osroene e inviò una forza di 3.000 uomini a saccheggiare l'Arzanene. Nella primavera 573 partì da Dara dirigendosi in direzione di Nisibi e presso Nisibi sconfissero i Persiani nella battaglia di Sargathon. Marciano tentò di assediare Thebeton ma dopo dieci giorni di assedio rinunciò e ritornò a Dara per la pasqua del 573. Su pressioni dell'Imperatore, tornò ad assediare Nisibi e l'assedio stava per riuscire quando fu destituito dall'Imperatore, per motivi non chiari. La destituzione di Marciano in un momento critico portò alla fine a rovesci importanti per i Bizantini, tra cui la perdita di Dara.